# Chanda
Chanda is een monotypisch geslacht van straalvinnige vissen uit de familie van Aziatische glasbaarzen (Ambassidae). Het geslacht is voor het eerst wetenschappelijk beschreven in 1822 door Hamilton.

## Soort
- Chanda nama Hamilton, 1822